# 힌빌구
힌빌구(Hinwil District)는 스위스 취리히의 독일어권 주의 12개 지역 중 하나이다. 그것은 인접한 장크트갈렌과 경계를 이루는 주의 남동쪽에 자리잡고 있다. 힌빌의 인구는 97,098명(2020년 12월 31일 기준)이다. 그 수도는 지역의 중심에 위치한 힌빌의 마을이다.
행정 구역이 그뤼닝엔에서 힌빌로 옮겨진 1831년에 형성되었다. 이 지역은 1815년부터 1831년까지 오버암트 그뤼닝엔으로 알려졌으며, 이는 그뤼닝엔의 역사적인 영지(1408-1798년)를 이어받았다.

## 지자체
힌빌에는 총 11개의 지자체가 있다.
| 지자체   | 인구 (2017년 12월 31일) | 면적, km2 |
| -------- | ----------------------- | --------- |
| 베레츠빌 | 5,038                   | 22.23     |
| 부비콘   | 7,200                   | 11.58     |
| 뒤른텐   | 7,570                   | 10.19     |
| 피센탈   | 2,512                   | 30.25     |
| 고사우   | 9,968                   | 18.28     |
| 그뤼닝엔 | 3,382                   | 8.77      |
| 힌빌     | 11,199                  | 22.31     |
| 뤼티     | 12,157                  | 10.19     |
| 제그레벤 | 1,440                   | 3.75      |
| 발트     | 9,815                   | 25.25     |
| 베티콘   | 24,513                  | 16.73     |
| 전체     | 94,794                  | 179.53    |